# Viking (Alberta)
Pour les articles homonymes, voir Viking (homonymie).
Viking (prononcé en anglais : /ˈvaɪ.kɪŋ/) est une ville (town) de la province de l'Alberta au Canada. Elle se situe à l'intersection de la Route 14 et de la Route 36, à environ 121 kilomètres d'Edmonton[réf. nécessaire].

## Histoire
Viking a été fondé en 1909 par des colons de Scandinavie[réf. nécessaire]. La ville a célébré son centenaire en 2009[réf. nécessaire].
Le 7 juillet 2005, la patinoire a été sévèrement endommagée par un incendie. La construction du Viking Carena Complex, remplaçant l'ancienne patinoire, a été achevé le 17 août 2007[réf. nécessaire].

## Géographie
| Vegreville | Two Hills | Innisfree |
| Holden     | Viking    | Irma      |
| Bawlf      | Killam    | Hardisty  |

### Climat
La ville se trouve dans une zone de climat continental humide, selon la classification de Köppen[réf. nécessaire].

## Démographie
Lors du recensement de 2011, Viking comptait une population de 1041 habitants, occupant 445 de ces 473 habitations. Cela correspond à une baisse de 4,1 % par rapport à 2006, où la population s'élevait à 1 085 habitants. Avec une superficie de 3,76 km2, la densité de population est de 276,9 /km2[réf. nécessaire].
| 2001  | 2006  | 2011  | 2016  |
| ----- | ----- | ----- | ----- |
| 1 052 | 1 085 | 1 041 | 1 083 |

## Économie
La majorité de l'activité économique se repose sur l'agriculture, l'extraction de pétrole et de gaz, le textile et de l'industrie manufacturière[réf. nécessaire].

## Arts et culture
Viking a gagné le concours national Communities in Bloom en 2000[réf. nécessaire].

## Attractions

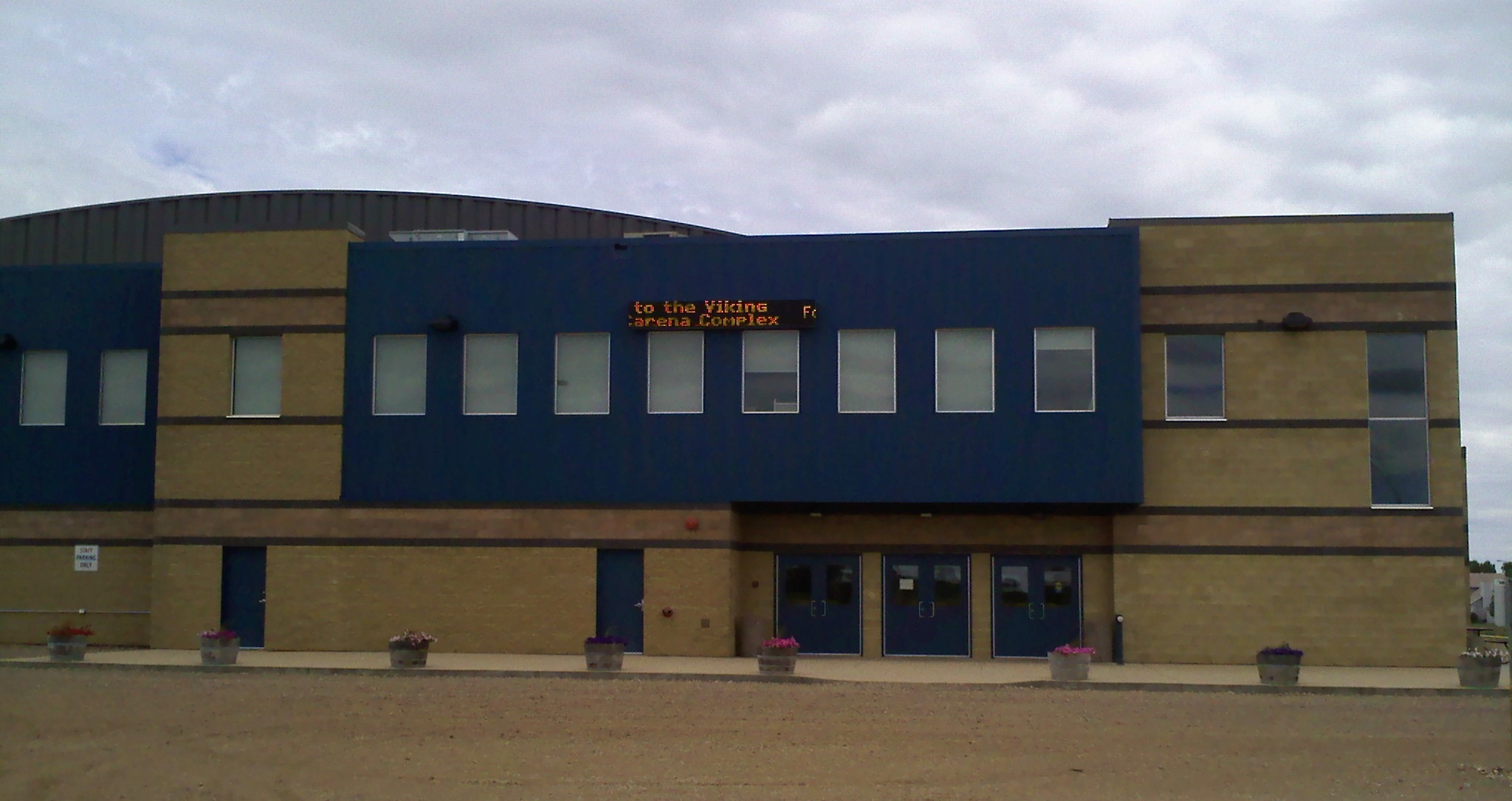
Le Viking Carena Complex

Beaucoup de parcs et de jardins sont entretenus à travers la ville. Le parc le plus remarquable est le Troll Park, qui met en valeur la riche histoire scandinave de Viking avec les plantes indigènes. Des trolls sont cachés dans le parc[réf. nécessaire].

## Transports

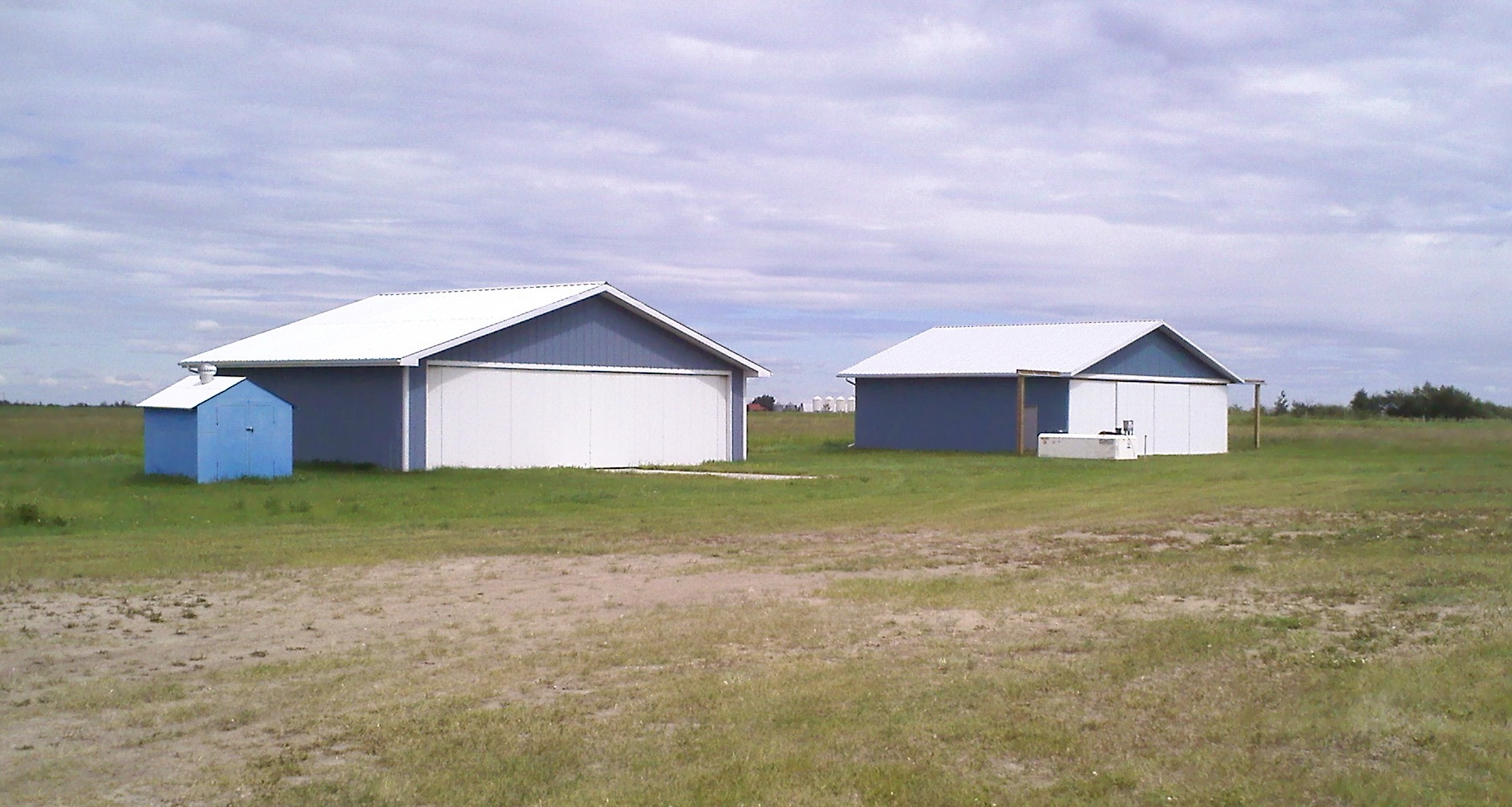
L'aéroport de Viking

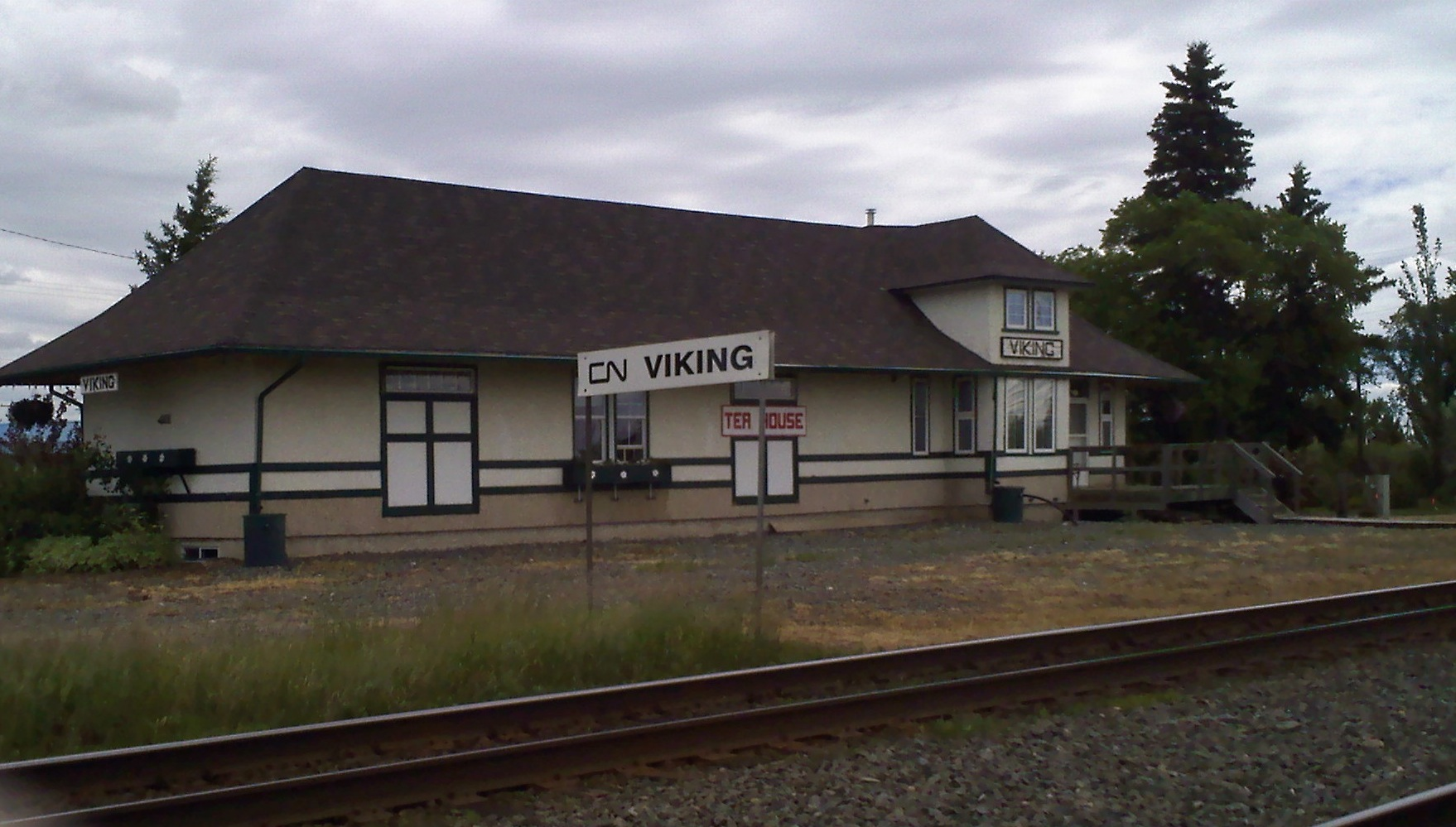
Gare de Viking

L'aéroport de Viking est un petit aéroport possédé par la municipalité de Viking, à 5 km du centre ville. Son identifiant canadien est CEE8[réf. nécessaire].
Le Canadien de Via Rail s'arrête trois fois par semaine en gare de Viking dans chaque sens.

## Personnalités
- Cozy Clouston, ancien entraîneur de hockey
- Don Mazankowski, ancien homme politique
- Donald Sanderlin, participant aux Jeux olympiques d'été de 1968 et de 1972.
- Glen Sather, président des New York Rangers
- La famille Sutter, dont de nombreux membres sont devenus des joueurs professionnels de hockey en NHL